# Amos Rex

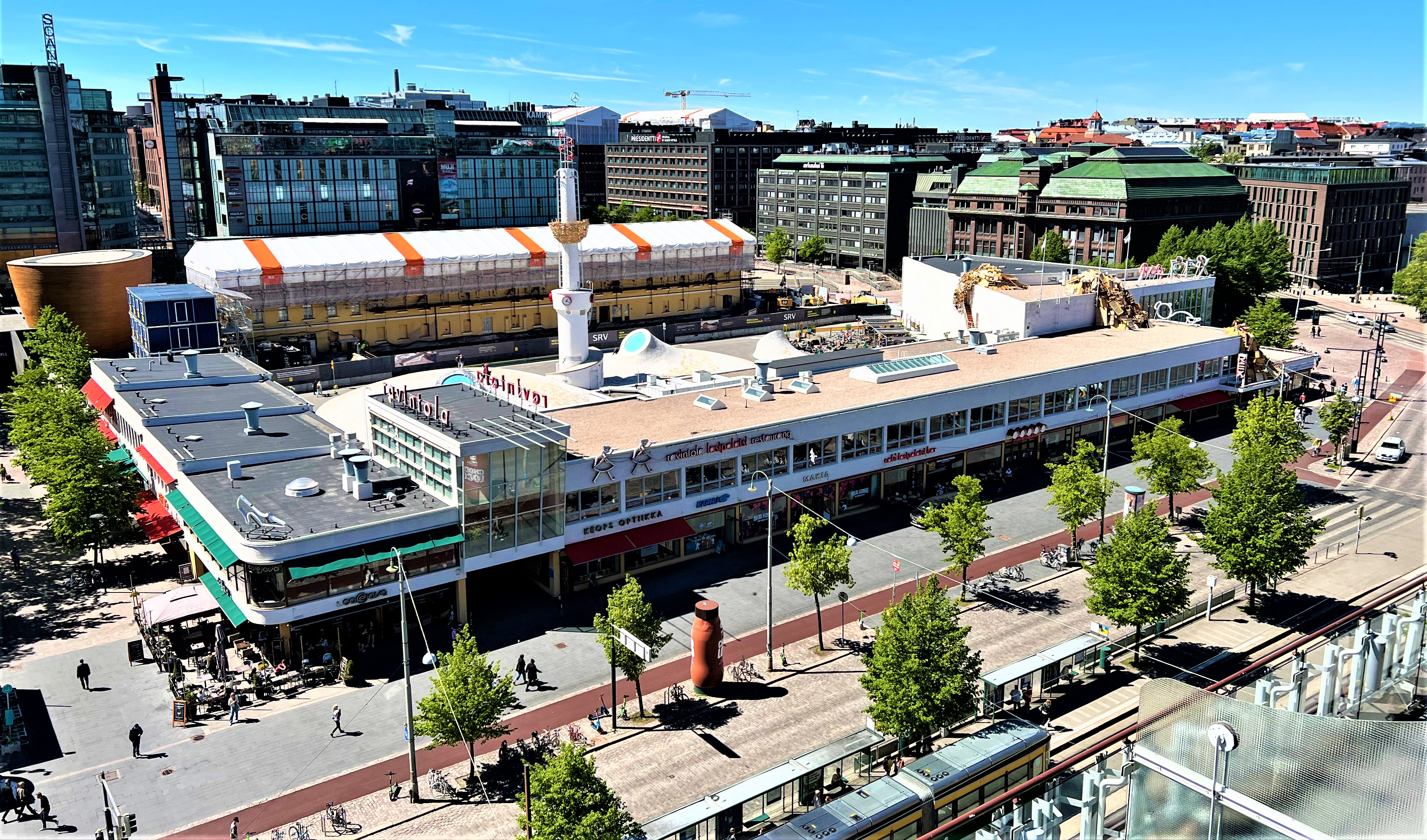
Glaspalatset med Simonsgatan åt vänster samt Amos Rex och Bio Rex i den bortre delen av byggnaden, mot Mannerheimvägen. Bakom Glaspalatstorget Kulturkasernen under byggnation, 2022.

Amos Rex är ett självständigt, privatfinansierat museum för samtidskonst i centrala  i Helsingfors. Museet är känt för sin nyskapande arkitektur och sina modiga utställningar av samtidskonst. Museet, som öppnade 2018, drivs av Amos Rex Ab, vilket ägs av Konstsamfundet. Föreningen Konstsamfundet, grundad av förläggaren och konstmecenaten Amos Anderson, har som uppgift att främja den finlandssvenska kulturen.
Amos Rex är beläget i Glaspalatset på Mannerheimvägen 22–24 i centrala Helsingfors. Museet är känt för sina underjordiska utställningsutrymmen och de karakteristiska, kupolliknande takfönstren i vilka historiska och moderna arkitektoniska element möts.  Amos Rex tillfälliga utställningar förevisar samtidskonst, mediekonst och experimentella installationer.
Museets första direktör var Kai Kartio. I februari 2024 utsågs Kieran Long till museets verkställande direktör.

## Historia
Bakom Amos Rex står föreningen Konstsamfundet, som grundades år 1940 av förläggaren och konstmecenaten Amos Anderson. Efter Andersons död år 1961 fortsatte Konstsamfundet att stödja konsten i enlighet med grundarens vision. År 1965 grundade föreningen Amos Andersons konstmuseum (1965–2017) i Andersons tidigare hem och kontor på Georgsgatan 27 i Helsingfors. Museet stängdes den 3 september 2017 och återöppnades 2018 under namnet Amos Rex i de nya lokalerna under Glaspalatstorget. För att hedra Andersons arv öppnade Konstsamfundet år 2023 hemmuseet Amos Andersons Hem på Georgsgatan 27. Enligt Konstsamfundets stadgar omfattar föreningens uppgifter att främja konst och finlandssvensk kultur.
Amos Andersons konstmuseum, som grundades för att förvalta Andersons arv, blev en viktig aktör för samtidskonstens främjande i Finland. Under 1960- och 1970-talen fanns det i Finland endast två större museer huvudsakligen inriktade på samtidskonst: Amos Andersons konstmuseum och Tammerfors museum för nutidskonst. Museets samlingar och utställningar vittnade om ett engagemang för både finländska och internationella konstnärer, och lade grunden för verksamheten vid det senare Amos Rex.
I början av 2010-talet konstaterades att museet på Georgsgatan hade begränsade möjligheter att arrangera större samtidskonstutställningar. Konstsamfundet började därför planera ett nytt, större museum. Övergången från Amos Andersons konstmuseum till Amos Rex syftade till att skapa moderna utställningslokaler samtidigt som Andersons arv skulle bevaras.
År 2013 offentliggjordes planerna på att bygga en underjordisk tillbyggnad i närheten av det ursprungliga museet, under Glaspalatstorget. Konstsamfundet finansierade det 50 miljoner euro dyra projektet i sin helhet. Helsingfors stadsfullmäktige reserverade tomten i december 2013, och stadsfullmäktige godkände enhälligt projektet i maj 2014. Byggnadsarbetet inleddes i januari 2016. Museet invigdes i augusti 2018.
Namnet Amos Rex valdes utifrån tre centrala kriterier: det skulle anknyta till Amos Anderson, ha koppling till Glaspalatset och vara så kort att det inte behövde översättas. Ett fjärde, mer lekfullt kriterium var att namnet skulle godkännas av Anderson själv. Det ursprungligen som ett skämt föreslagna namnet Amos Rex visade sig passa väl och blev kvar. Namnet kan även tolkas som en anspelning på den historiska biografen Bio Rex i Glaspalatset.
Öppningen av Amos Rex förändrade Helsingfors kulturliv. De unika underjordiska utställningsutrymmen och arkitekturen gjorde museet snabbt till ett landmärke som fått internationell uppmärksamhet och slagit publikrekord. Under de första sex veckorna besöktes museet av över 100 000 personer, och under det första året av cirka 500 000 personer.

## Arkitektur och design
Det nya Amos Rex-konceptet har utformats av JKMM Architects, som även ligger bakom bland annat Åbo stadsbiblioteks huvudbyggnad och Finlands paviljong vid världsutställningen Expo 2010 i Shanghai. Målet var att skapa ett utrymme där det nya och det traditionella möts: det nya museet byggdes under Glaspalatstorget med respekt för byggnadens historiska värde. De underjordiska utställningslokalerna och museets nyskapande design förenades med stadens arkitektoniska arv och erbjuder flexibla och moderna utrymmen för samtidskonst.
Museets mest karakteristiska drag är dess kullliknande takfönster som publiken kan interagera med utifrån. Inifrån är de kupolformade fönstren både ett arkitektoniskt och funktionellt element: dagsljuset strömmar genom dem in i de underjordiska utrymmena. Kullarna som reser sig på Glaspalatstorget är en del av museets offentliga och tillgängliga karaktär, som betonar öppna och lågtrösklade utrymmen samt interaktion med både det lokala samhället och besökare. Enligt museets chefsarkitekt Asmo Jaaksi var det viktigt i planeringen att skapa en förbindelse mellan markplanet och den underjordiska världen. Även experter från Sweco Structures deltog i takkonstruktionen.
Enligt tidningen The New York Times ser Amos Rex ”fysiskt ut att trotsa sin placering i det enorma underjordiska rummet, därifrån fem konformade kupoler reser sig genom ytan av Glaspalatstorget i Helsingfors centrum likt inverterade kratrar på en främmande månes yta.”
I formgivningen har man prioriterat att skapa en urban koppling och trivsam miljö där samtidskonst kan ses av alla.
Inne i museet definieras utställningsutrymmena av innertakets paneler, som döljer teknisk utrustning men också fyller estetiska och akustiska funktioner. Det finska hissföretaget KONE har designat hissar som kan anpassas för besökare, tillfälliga utställningar och evenemang. Hissarnas belysning och vägganimationer kan förändras, och integrerade högtalare skapar ett ljudlandskap i hissarna.
Amos Rex visuella identitet har skapats av den finska byrån Werklig, som hämtade inspiration från museets historiska och samtida arkitektur. Logotypen anspelar på Glaspalatsets neonskyltar från 1930-talet, och det dynamiska animationskonceptet refererar till museets takkupoler.
Museets engagemang i offentlig konst syns i verk som installerats i stadsmiljön, såsom Oasen — en grön mötesplats designad av arkitekten Asmo Jaaksi, som visades på Glaspalatstorget hösten 2020 — och Boet, ett tvådelat skulpturverk av den japanske konstnären Tadashi Kawamata, som visades sommaren 2022. Kommande projekt kommer att utvidga museets roll inom offentlig konst, bland annat ingår den brittiske konstnären Yinka Iloris installation i programmet för sommaren 2025.
En kort tid efter museets färdigställande köpte Konstsamfundets Glaspalatset i sin helhet av Helsingfors stad.

## Utställningar

### Utställningsstrategi och teman
Amos Rex utställningsprogram fokuserar på samtidskonst, interaktiv och digital konst, med speciell betoning på ambitiösa och experimentella verk. Museet strävar efter att skapa unika upplevelser där det förflutna, nuet och framtiden sammanflätas. Utställningarna kombinerar ofta fysiska och digitala uttrycksformer i syfte att överraska och interagera med besökarna, både i de underjordiska utställningslokalerna och på gatunivå. Amos Rex arrangerar årligen cirka 3–4 utställningar och presenterar ett brett spektrum av konstnärliga uttryck.

### Tidigare utställningar
Amos Rex har ordnat både separatutställningar och grupputställningar av kända internationella och finländska konstnärer. Bland konstnärerna i de tidigare utställningarna finns:
| Utställningar                        | Utställningar                                             | Utställningar                                                                                  | Utställningar |
| ------------------------------------ | --------------------------------------------------------- | ---------------------------------------------------------------------------------------------- | --- |
| Datum                                | Titel                                                     | Konstnär(er)                                                                                   | Utställningsbeskrivning |
| 30 augusti 2018 – 6 januari 2019     | Massless                                                  | teamLab                                                                                        | En interaktiv och immersiv utställning av det japanska konstkollektivet teamLab med 500 medlemmar, där interaktiva videor projicerades på väggarna. |
| 8 februari 2019 – 19 maj 2019        | Life Line                                                 | René Magritte                                                                                  | Utställningen visade verk av den välkände surrealisten René Magritte för första gången i Finland.                                                   |
| 3 mars 2019 – 19 maj 2019            | Studio Drift                                              | Studio Drift (Lonneke Gordijn och Ralph Nauta)                                                 | Utställningen visade verk av Studio Drift, där det mest uppmärksammade verket var Drifter, en svävande betongkub.                                   |
| 19 juni 2018 – 8 september 2019      | Ars Fennica 2019                                          | Petri Ala-Maunus, Miriam Bäckström, Ragnar Kjartansson, Aurora Reinhard, och Egill Sæbjörnsson | Utställningen visade verk av de fem finalisterna till Ars Fennica-priset.                                                                           |
| 10 oktober 2019 – 12 januari 2020    | Birger Carlstedt                                          | Birger Carlstedt                                                                               | Utställningen presenterade Carlstedts livsverk, inklusive ett rekonstruerat kafé som konstnären hade designat – och som var i drift.                |
| 12 februari 2020 – 23 augusti 2020   | Generation 2020                                           | Grupputställning, 80 unga konstnärer                                                           | En triennalutställning som hålls vart tredje år och visar verk av konstnärer i åldern 15–23 år.                                                     |
| 9 oktober 2020 – 21 mars 2021        | Egyptens prakt                                            | Fornlämningar från Egypten, upp till 6000 år gamla.                                            | Utställningen lyfte fram den egyptiska kulturen, med inslag av mumier och skapades i samarbete med italienska Museo Egizio.                         |
| 12 maj 2021 – 22 augusti 2021        | Raija Malka & Kaija Saariaho: Blick                       | Raija Malka & Kaija Saariaho                                                                   | |
| 12 maj 2021 – 5 september 2021       | Studioutställning: Oss emellan                            | Karoliina Hellberg, Tero Kuitunen, and Raimo Saarinen                                          | |
| 22 september 2021 – 27 februari 2022 | Bill Viola: Inner Journey                                 | Bill Viola                                                                                     | |
| 7 maj 2022 – 4 september 2022        | Tadashi Kawamata: Boet                                    | Tadashi Kawamata                                                                               | |
| 21 september 2022 – 26 februari 2023 | Hans Op de Beeck: Den tysta paraden                       | Hans Op de Beeck                                                                               | |
| 29 mars 2023 – 20 augusti 2023       | Generation 2023                                           | Group exhibition                                                                               | En triennalutställning som visar verk av konstnärer i åldern 15–23 år.                                                                              |
| 27 september 2023 – 25 februari 2024 | Ryoji Ikeda                                               | Ryoji Ikeda                                                                                    | |
| 27 mars 2024 – 8 september 2024      | Så känns det, tillsvidare                                 | Olika konstnärer                                                                               | |
| 27 mars 2024 – 8 september 2024      | Josefina Nelimarkka: The Cloud of Un/knowing              | Josefina Nelimarkka                                                                            | |
| 29 april 2024 – 20 oktober 2024      | Kim Simonsson: Mossjättar                                 | Kim Simonsson                                                                                  | |
| 9 oktober 2024 – 2 mars 2025         | Larissa Sansour                                           | Larissa Sansour                                                                                | |
| April 2, 2025 – August 31, 2025      | Anna Estarriola: Staged Circumstances and Piles of Things | Anna Estarriola                                                                                | |

### Kommande utställningar
Mellan den 2 april och 31 augusti 2025 visas Anna Estarriolas Staged Circumstances and Piles of Things och Enni-Kukka Tuomalas Expanding Empathies. Under 2025 visas även Yinka Iloris installation. I utställningen av den argentinske konstnären Leandro Erlich, som pågår från den 8 oktober 2025 till den 29 mars 2026, visas interaktiva och immersiva installationer. År 2026 arrangeras den unga konstnärsgruppens utställning Generation 2026.

## Samlingar
Amos Rex förvaltar Konstsamfundets konstsamling, som huvudsakligen fokuserar på 1900-talets konst. En del av verken härstammar från Amos Andersons privata samling. Samlingen omfattar målningar av framstående konstnärer, bland andra:
Francesco Bassano (Herdarnas tillbedjan)
Paul Signac
Louis Valtat
Roger Fry
Alfred William Finch (Parkbild från Fiesole)
Ragnar Ekelund
Magnus Enckell
Eero Nelimarkka
Tyko Sallinen
Gustaf Wilhelm Palm
År 2021 återlämnade Amos Rex en målning till staden Neubrandenburg i Tyskland. Oljemålningen, utförd av Philipp Peter Roos på 1600-talet, hade tillhört Amos Andersons konstsamling. Verket tros ha stulits från museet i Neubrandenburg år 1919, varefter Amos Anderson sannolikt förvärvade målningen under sina resor i Tyskland på 1920-talet. Verkets exakta ursprung är oklart, eftersom museets arkiv och konstsamling förstördes under andra världskriget 1945. Anderson kan ha köpt verket i god tro utan vetskap om dess bakgrund.

## Finansiering och förvaltning
Den förening som Amos Anderson grundade år 1940, Föreningen Konstsamfundet, är Amos Rex viktigaste ekonomiska och strategiska stöd. I sitt testamente utsåg Anderson Konstsamfundet till sin enda arvtagare. Föreningen övervakar Amos Rex verksamhet. Dess syfte är att främja finlandssvensk konst och kultur, särskilt genom att dela ut stipendier för bildkonst, musik, teater och publiceringsverksamhet. Tack vare Konstsamfundets stöd är Amos Rex en central institution för den finländska samtidskonsten.

## Besökarantal
År 2024 hörde Amos Rex till de tio mest besökta museerna i Finland. Museet hade då 228 303 besökare.

## Museibesök
Amos Rex arrangerar avgiftsfria dagar för att främja allmänhetens kontakt med samtidskonsten. Exempelvis erbjuds gratis inträde på Helsingforsdagen den 12 juni samt under Konstens natt i augusti.
Museets huvudingång ligger vid Mannerheimvägen, på Glaspalatsets sida. Glaspalatset, som färdigställdes 1936, är ett mästerverk inom funktionalismen, kännetecknat av dess långa rader av höga fönster. Byggnaden, ritad av Viljo Revell, Heimo Riihimäki och Niilo Kokko, inhyser förutom Amos Rex även restauranger, butiker och biosalongen Bio Rex.

## Priser och utmärkelser
Amos Rex har tilldelats många priser och fått internationell erkänsla för sin arkitektur och kulturella betydelse. År 2021 utsågs museet till en av vinnarna av International Architecture Awards, världens äldsta och mest prestigefyllda tävling för ny arkitektur.
År 2020 vann Amos Rex AIT Award-priset för bästa interiör och arkitektur i kategorin offentliga byggnader och kultur. År 2019 utsågs museet till årets nya europeiska kulturmål i LCD Awards. Samma år valdes Amos Rex av International Interior Design Association (IIDA) till en av sex vinnare i den 47:e inredningsdesigntävlingen och tilldelades utmärkelsen "Best of Competition".
År 2018 fick Amos Rex priset Vuoden Betonirakenne (Årets betongkonstruktion) av Betoniteollisuus ry. Den brittiska BBC utsåg dessutom museet till ett av årets mest innovativa nya arkitektoniska verk.
Amos Rex visuella identitet har belönats flera gånger. År 2018 tilldelades identiteten silverutmärkelser i Vuoden Huiput. År 2019 fick museet ett silverpris av Art Directors Club of Europe (ADC*E) och en nominering för rumslig och upplevelsemässig design.